# Кубок світу з біатлону 2014—2015, мас-старт, чоловіки
Залік гонок із масовим стартом серед чоловіків у рамках Кубка світу з біатлону 2014-15 складався з 5 гонок. Свій титул володаря малого кришталевого глобусу відстоював француз Мартен Фуркад.

## Формат
У гонках з масовим стартом беруть участь 30 біатлоністів, стартуючи водночас. Переможцем стає той з них, який першим перетне фінішну лінію. Гонка проводиться на дистанції 15 км, спортсмени долають 5 кіл і чотири рази виконують стрільбу: двічі з положення лежачи й двічі з положення стоячи. Перша стрільба виконується на установці, що відповідає стартовому номеру спортсмена, далі - в порядку прибуття біатлоністів на стрільбу. На кожній стрільбі біатлоніст повинен влучити в 5 мішеней. За кожен невлучний постріл він карається додатковим колом довжиною 150 м.

## Переможці й призери гонок
| Гонка:                                                                | Золото:               | Час               | Срібло:                   | Час               | Бронза:              | Час               |
| Поклюка Протокол [Архівовано 21 грудня 2014 у Wayback Machine.]       | Антон Шипулін Росія   | 35:16.8 (0+0+0+1) | Мартен Фуркад Франція     | 35:18.0 (0+0+0+1) | Сімон Едер Австрія   | 35:18.2 (0+0+1+0) |
| Обергоф Протокол [Архівовано 20 січня 2015 у Wayback Machine.]        | Мартен Фуркад Франція | 44:52.0 (0+0+0+0) | Антон Шипулін Росія       | 45:05.1 (1+1+1+1) | Дмитро Малишко Росія | 45:22.7 (1+0+0+2) |
| Рупольдинг Протокол [Архівовано 18 січня 2015 у Wayback Machine.]     | Сімон Шемпп Німеччина | 35:42.8 (0+0+0)   | Кентен Фійон-Майє Франція | 35:42.8 (0+0+0+0) | Міхал Шлезінгр Чехія | 35:42.8 (0+0+0+0) |
| Контіолагті details [Архівовано 17 березня 2015 у Wayback Machine.]   | Яков Фак Словенія     | 36:24.9 (0+0+1+0) | Ондрей Моравець Чехія     | 36:25.9 (1+0+0+0) | Тар'єй Бо Норвегія   | 36:28.6 (0+0+1+0) |
| Ханти-Мансійськ details [Архівовано 2 квітня 2015 у Wayback Machine.] | Яков Фак Словенія     | 38:09.8 (0+0+0+0) | Антон Шипулін Росія       | 38:20.1 (1+0+1+0) | Тар'єй Бо Норвегія   | 38:22.3 (1+0+0+0) |

## Поточна таблиця
| #  | Біатлоніст                 | ПОК | ОБЕ | РУП | ЧС | Х-М | Разом |
| -- | -------------------------- | --- | --- | --- | -- | --- | ----- |
|    | Антон Шипулін (RUS)        | 60  | 54  | 38  | 36 | 54  | 242   |
| 2  | Яков Фак (SLO)             | 34  | 36  | 14  | 60 | 60  | 204   |
| 3  | Мартен Фуркад (FRA)        | 54  | 60  | 20  | 31 | 21  | 186   |
| 4  | Сімон Едер (AUT)           | 48  | 30  | 34  | 22 | 40  | 174   |
| 5  | Ондрей Моравець (CZE)      | 36  | 28  | 29  | 54 | 20  | 167   |
| 6  | Міхал Шлезінгр (CZE)       | 4   | 40  | 48  | 40 | 16  | 148   |
| 7  | Сімон Шемпп (GER)          | 21  | 31  | 60  | 34 | —   | 146   |
| 8  | Фредрік Ліндстрем (SWE)    | 43  | 21  | 27  | 29 | 26  | 146   |
| 9  | Йоганнес Бо (NOR)          | 16  | 27  | 31  | 38 | 32  | 144   |
| 10 | Тар'єй Бо (NOR)            | 38  | —   | —   | 48 | 48  | 134   |
| 11 | Кентен Фійон-Майє (FRA)    | 29  | 18  | 54  | —  | 27  | 128   |
| 12 | Сімон Фуркад (FRA)         | —   | 25  | 24  | 32 | 43  | 124   |
| 13 | Євген Гаранічев (RUS)      | 12  | 16  | 30  | 30 | 29  | 117   |
| 14 | Жан-Гійом Беатрікс (FRA)   | 40  | —   | 36  | —  | 38  | 114   |
| 15 | Еміль Хегле Свендсен (NOR) | 24  | 8   | 43  | 26 | 8   | 109   |
| 16 | Уле-Ейнар Б'єрндален (NOR) | —   | 24  | 40  | 43 | —   | 107   |
| 17 | Ерік Лессер (GER)          | 2   | 29  | 16  | 24 | 28  | 99    |
| 18 | Бенедикт Долль (GER)       | —   | 34  | 21  | 25 | 18  | 98    |
| 19 | Натан Сміт (CAN)           | 32  | 21  | —   | 16 | 24  | 93    |
| 20 | Дмитро Малишко (RUS)       | 30  | 48  | 12  | —  | —   | 90    |
| 21 | Красімір Анев (BUL)        | 23  | 43  | 8   | —  | 12  | 86    |
| 22 | Арнд Пайффер (GER)         | —   | —   | 32  | 18 | 36  | 86    |
| 23 | Андреас Бірнбахер (GER)    | 31  | 23  | 25  | —  | —   | 79    |
| 24 | Даніель Бем (GER)          | 25  | —   | 18  | —  | 34  | 77    |
| 25 | Тимофій Лапшин (RUS)       | 10  | 32  | 28  | —  | 6   | 76    |
| 26 | Андрейс Расторгуєвс (LAT)  | —   | 38  | 4   | —  | 30  | 72    |
| 27 | Беньямін Веґер (SUI)       | 14  | 12  | 10  | 4  | 31  | 71    |
| 28 | Ловелл Бейлі (USA)         | 18  | 4   | 6   | 28 | —   | 56    |
| 29 | Владімір Ілієв (BUL)       | 6   | 22  | 2   | 12 | 2   | 44    |
| 30 | Брендан Ґрін (CAN)         | —   | —   | 23  | 20 | —   | 43    |
| #  | Біатлоніст                 | ПОК | ОБЕ | РУП | ЧС | Х-М | Разом |
| 31 | Домінік Ландертінгер (AUT) | 28  | —   | —   | 14 | —   | 42    |
| 32 | Максим Цвєтков (RUS)       | 26  | 14  | —   | —  | —   | 40    |
| 33 | Тім Берк (USA)             | 8   | —   | —   | 27 | —   | 35    |
| 34 | Роланд Лессінг (EST)       | —   | 26  | —   | 2  | —   | 28    |
| 35 | Ерлен Б'єнтегор (NOR)      | 27  | —   | —   | —  | —   | 27    |
| 36 | Юрій Лядов (BLR)           | —   | 6   | —   | 21 | —   | 27    |
| 37 | Александер Ус (NOR)        | —   | —   | 26  | —  | —   | 26    |
| 38 | Юліан Ебергард (AUT)       | —   | —   | —   | —  | 25  | 25    |
| 39 | Крістіан Де Лоренці (ITA)  | —   | —   | —   | 23 | —   | 23    |
| 40 | Володимир Чепелін (BLR)    | —   | —   | —   | —  | 23  | 23    |
| 41 | Домінік Віндіш (ITA)       | 22  | —   | —   | —  | —   | 22    |
| 42 | Генрік л'Абе-Лунд (NOR)    | —   | —   | 22  | —  | —   | 22    |
| 43 | Йоганнес Кюн (GER)         | —   | —   | —   | —  | 22  | 22    |
| 44 | Лукас Гофер (ITA)          | 20  | —   | —   | —  | —   | 20    |
| 45 | Сергій Семенов (UKR)       | —   | —   | —   | 8  | 10  | 18    |
| 46 | Лейф Нордгрен (USA)        | —   | —   | —   | —  | 14  | 14    |
| 47 | Артем Тищенко (UKR)        | —   | 10  | —   | —  | —   | 10    |
| 48 | Міхаель Реш (BEL)          | —   | —   | —   | 10 | —   | 10    |
| 49 | Ярослав Соукуп (CZE)       | —   | —   | —   | 6  | —   | 6     |
| 50 | Флоріан Граф (GER)         | —   | —   | —   | —  | 4   | 4     |

## Виноски
1. ↑  Standings Mass start  men. Архів оригіналу за 1 березня 2011. Процитовано 21 грудня 2014.